# عمر بن يحيى
عمر بن يحيى ولد في 1 يوليو 1985، هو لاعب ألعاب قوى في تخطي الحواجز والعدو الريفي تونسي.

عمر بن يحيى هو بطل تونس 7 مرات فاختصاص 3000 متر موانع.

## مسيرته
تحصل على الميدالية الذهبية في ألعاب البحر الأبيض المتوسط 2013 التي أقيمت في مرسين في تركيا محطما بذلك رقمه القياسي الشخصي والوطني ب8 دق 14 ث 05.

عمر بن يحيى هو بطل تونس 7 مرات فاختصاص 3000 متر موانع.

## سجل منافساته

### الدولية
| العام      | المسابقة                     | المكان                   | المركز     | حدث            | ملاحظة       |
| ممثلا تونس | ممثلا تونس                   | ممثلا تونس               | ممثلا تونس | ممثلا تونس     | ممثلا تونس   |
| ---------- | ---------------------------- | ------------------------ | ---------- | -------------- | ------------ |
| 2011       | بطولة العالم لألعاب القوى    | دايغو، كوريا الجنوبية    | 19         | 3000 متر موانع | 8 دق 30 ث 02 |
| 2012       | الألعاب الأولمبية الصيفية    | لندن، المملكة المتحدة    | 14         | 3000 متر موانع | 8 دق 22 ث 70 |
| 2013       | ألعاب البحر الأبيض المتوسط   | مرسين، تركيا             | 1          | 3000 متر موانع | 8 دق 14 ث 05 |
| 2014       | بطولة أفريقيا لألعاب القوى   | مراكش، المغرب            | 5          | 3000 متر موانع | 8 دق 44 ث 66 |
| 2015       | بطولة العالم لألعاب القوى    | بكين، الصين              | 21         | 3000 متر موانع | 8 دق 43 ث 11 |
| 2015       | دورة الألعاب العسكرية        | مونغيونغ، كوريا الجنوبية | 1          | 3000 متر موانع | 8 دق 24 ث 68 |
| 2015       | البطولة العربية لألعاب القوى | مدينة عيسى، البحرين      | 3          | 3000 متر موانع | 8 دق 31 ث 28 |

### الوطنية
بطل تونس 7 مرات في بطولة تونس لألعاب القوى في 3000 متر موانع:
- بطولة تونس لألعاب القوى 2007.
- بطولة تونس لألعاب القوى 2008.
- بطولة تونس لألعاب القوى 2009.
- بطولة تونس لألعاب القوى 2010.
- بطولة تونس لألعاب القوى 2011.
- بطولة تونس لألعاب القوى 2013.
- بطولة تونس لألعاب القوى 2014.

## روابط خارجية
- عمر بن يحيى على موقع الاتحاد الدولي لألعاب القوى (الإنجليزية)
- عمر بن يحيى على موقع أوليمبيديا (الإنجليزية)

- صفحة عمر بن يحيى على موقع الاتحاد الدولي لألعاب القوى.